# 刘昶女
刘昶女（?—?），中山（今河北定州）人，隋朝人物，刘昶的女儿，嫁到河南长孙氏家。
刘昶在北周，娶公主，官至柱国、彭国公，几次担任将帅，地位威望很高。与隋文帝有旧交。隋朝建立后，隋文帝非常亲信他，历任左武卫大将军、庆州总管。刘昶之子刘居士，为太子千牛备身，聚众负气任侠，不遵朝廷法度，多次犯罪。隋文帝因为刘昶，都宽宥了他。刘居士有恃无恐，时常口出狂言：“男兒要当头上梳上辫子反绑着，在粗竹席上作獠人的舞蹈。”他将公卿大臣子弟中高大健壮的人聚集到自己家，在他们脖子上套上车轮，然后用棍棒一通乱打。快被打死还能不屈服的，就被称为壮士，与他相交为友。刘居士党羽三百人，行动快速的号称饿鹘队，懂武艺的号称蓬转队。经常架鹰牵犬，连着骑马在路中，无故殴打路人，侵夺财物。长安市里无分贵贱，见到他们都要躲开，至于公卿大臣、后妃公主，也都不敢和他们计较。刘昶女是他姐姐，经常哭着劝他，他也不听，以至花光家产。刘昶年老，俸禄不多。刘昶女当时寡居，可怜刘昶如此，每次回娘家，亲自纺绩，挣钱买点好吃的给父亲吃。
有人告刘居士他和同党游长安城，登上故未央宫殿基，向南而坐，前后列队，有不敬之意，经常相约：“当为这件事一死。”又有人上告刘居士遣使引突厥令其南侵，他在京师内应。隋文帝对刘昶说：“今日之事，应当如何？”刘昶还是依仗自己和皇帝旧日恩情，不自我谴责，冲撞皇帝说：“事情的处理全于至尊。”文帝大怒，将刘昶下狱，捕拿刘居士党羽，下令严厉处置。司法部门又上奏刘昶对待母亲不孝。刘昶女知刘昶必不免罪，好几天不吃东西，经常亲自烹调饮食，亲手带着，到大理寺给其父吃。见到狱卒，长跪向前，痛哭流涕，见到的人都很伤感。刘居士被斩首，刘昶在家赐死。诏命百官前去观看。当时刘昶之女哭得死去活来好几回，公卿都安慰她。她说父亲无罪，被儿子牵连遇祸。言词神情哀切，人们都不忍听见。于是终身布衣蔬食。隋文帝听说后，叹道：“我听说衰败的家族出女儿，兴旺的的家族出男儿，真是这样啊！”

## 延伸阅读
[在维基数据编辑]
 《北史·卷091》，出自李延壽《北史》
 《隋書·卷80》，出自魏徵《隋书》